# Алиев, Мастан Астан оглы
Маста́н Аста́н оглы (Аста́нович) Али́ев (азерб. Məstan Aslan oğlu Əliyev; 1918 — 23 апреля 1945) — участник Великой Отечественной войны, помощник командира стрелкового взвода 487-го стрелкового полка 143-й стрелковой дивизии 47-й армии 1-го Белорусского фронта, старшина. Герой Советского Союза.

## Биография
Мастан Алиев родился в 1918 году в селе Асрик-Джирдахан Елизаветпольской губернии в крестьянской семье. По национальности — азербайджанец. Работал учителем неполной средней школы. В 1939 году вступил в Красную Армию.

### Великая Отечественная война
С октября 1941 года Алиев участвует в сражениях на фронтах Великой Отечественной войны. Сражался на подступах к Калинину. В одном бою 2 октября Мастан уничтожил около 30 немецких солдат. Отличился в сражении под Ржевом, где был тяжело ранен. После лечения в начале 1942 года вернулся на фронт. Участвовал в боях под Ельней, где во время одной из атак уничтожил 27 солдат и офицеров противника. Получив очередное ранение, Мастан Алиев смог вернуться на фронт лишь в 1944 году. В том же году вступил в ВКП(б).
В боях на территории Германии отличился при прорыве сильно укреплённой обороны немцев на левом берегу реки Одер. 16 апреля 1945 года после артиллерийской подготовки Мастан поднялся в атаку, увлекая за собой товарищей. В ходе этого боя он лично уничтожил около двух десятков солдат вермахта, взяв вместе со взводом в плен 72 немецких солдат и офицеров. 23 апреля, в составе своего батальона, ворвался в пригород Берлина Тегель. В зданиях на окраине города засела большая группа гитлеровцев, и ударному отряду под командой старшины Мастана Алиева было приказано выбить противника с занимаемых позиций. Под плотным огнём противника Алиев первым ворвался в первый дом. В ходе ожесточённых боёв был очищен весь квартал, но сам Мастан погиб в бою за последний укреплённый врагом дом.
Старшину Алиева похоронили на северной окраине населённого пункта Альттреббин в 8 км юго-восточнее немецкого города Врицен.
Указом Президиума Верховного Совета СССР от 31 мая 1945 года за проявленные мужество и героизм в боях с немецко-фашистскими захватчиками старшине Алиеву Мастану Астан оглы присвоено звание Героя Советского Союза (посмертно).

## Награды
- Медаль «Золотая Звезда» Героя Советского Союза
- Орден Ленина
- Орден Богдана Хмельницкого III степени
- Орден Славы III степени
- Медаль

## Память
- Именем Мастана Алиева названа школа в родном селе, где установлен бюст Героя.